# Скобилцень
Скобилцень, Скобилцені (рум. Scobâlțeni) — село у повіті Ясси в Румунії. Адміністративно підпорядковане місту Поду-Ілоаєй.
Село розташоване на відстані 320 км на північ від Бухареста, 23 км на захід від Ясс.

## Населення
За даними перепису населення 2002 року у селі проживали 1038 осіб, усі — румуни. Усі жителі села рідною мовою назвали румунську.